# Padre Pedro Chien (khu tự quản)
Padre Pedro Chien là một khu tự quản thuộc bang Bolívar, Venezuela. Thủ phủ của khu tự quản Padre Pedro Chien đóng tại El Palmar. Khự tự quản Padre Pedro Chien có diện tích 2275 km2, dân số theo điều tra dân số ngày 21 tháng 10 năm 2001 là 12194 người.